# Улица Намёткина
У́лица Намёткина — улица в Юго-Западном административном округе города Москвы на территории Обручевского района и района Черёмушки.

## История
Улица получила своё название в 1965 году в память о химике, академике С. С. Намёткине (1876—1950), возглавлявшем Институт нефти АН СССР.

## Расположение

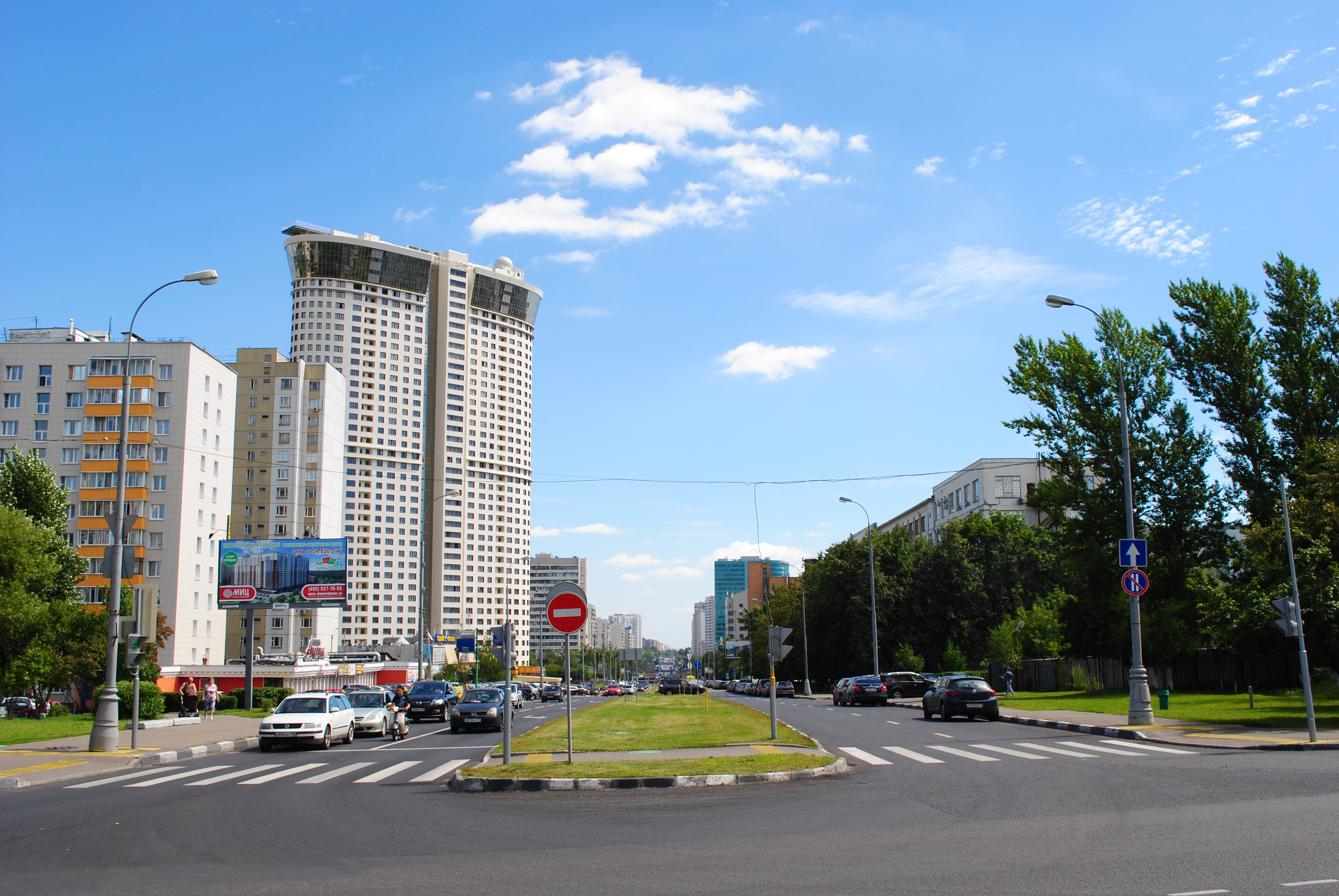
Начало улицы Намёткина (вид со стороны улицы Архитектора Власова)

Улица Намёткина проходит от улицы Архитектора Власова на юго-восток, пересекает Профсоюзную улицу, с юго-запада к улице примыкает Хлебобулочный проезд, с северо-востока — Новочерёмушкинская улица, далее улица проходит до Херсонской и Перекопской улиц (согласно картам OpenStreetMap и Картам Google), за которыми продолжается как улица Каховка. У начала улицы Намёткина расположен Воронцовский парк. Нумерация домов начинается от улицы Архитектора Власова.

## Примечательные здания
По нечётной стороне:
- д. 13д — Ишбанк
- 15 — Христианский центр
- 15 — Центр детского развития и творчества «У Лукоморья»

По чётной стороне:
- д. 10б — Почётное консульство Киргизии в Московской области
- д. 12а — офисное здание «Газойл-Плаза»
- д. 16 — Здание штаб-квартиры «Газпрома»
- на пересечении с Херсонской улицей — строящийся жилой комплекс «Газойл-Сити»

## Транспорт

### Автобус
По западной части улицы (между Профсоюзной улицей и улицей Архитектора Власова) проходит автобус 172.
По восточной части улицы (между Профсоюзной улицей и Херсонской улицей) проходят автобусы 246, 648, т60, т72, с5.

### Метро
- Станция метро «Новые Черёмушки» Калужско-Рижской линии — севернее улицы, на пересечении Профсоюзной улицы и улицы Гарибальди
- Станции метро «Калужская» Калужско-Рижской линии и «Воронцовская» Большой кольцевой линии — юго-западнее улицы, на пересечении Профсоюзной улицы и улицы Обручева
- Станция метро «Зюзино» Большой кольцевой линии — восточнее улицы, на пересечении улицы Каховка и Севастопольского проспекта